# Бегішево (аеропорт)
Аеропорт Бегішево (IATA: NBC, ICAO: UWKE) — міжнародний аеропорт федерального значення Татарстан, Росія обслуговує регіон Набережночелнинської агломерації з містами Нижньокамськ, Єлабуга, Заїнськ і власне Набережні Челни. Розташований у Тукаєвському районі республіки за 19 км на південний схід від центру Нижньокамська і за 28 км на північний захід від центру Набережних Челнів.

## Приймаємі типи повітряних суден
Ан-12, Ан-24, Ан-26, Ан-28, Ан-30, Ан-32, Ан-72, Ан-74, Ил-76, Л-410, Ту-134, Ту-154, Ту-204, Ту-214, Як-40, Як-42, Airbus A319, Airbus A320, ATR 42, ATR 72, Boeing 737, Bombardier CRJ 100/200, Embraer EMB 120 Brasilia, Pilatus PC-12 і більш легкі, а також вертольоти всіх типів.

## Авіалінії та напрямки, листопад 2020
| Авіакомпанія      | Пункт призначення                                                  |
| ----------------- | ------------------------------------------------------------------ |
| Aeroflot          | Москва-Шереметьєво                                                 |
| Азимут            | Краснодар, Ростов-на-Дону                                          |
| Azur Air          | Сезонний чартер: Анталія, Дубай                                    |
| Nordwind Airlines | Москва-Шереметьєво Сезонний чартер: Анталія, Монастір, Сімферополь |
| Onur Air          | Сезонний чартер: Анталія,                                          |
| Pobeda            | Москва-Внуково, Ст Петербург, Сочі                                 |
| S7 Airlines       | Новосибірськ                                                       |
| Smartavia         | Сезонний : Сімферополь                                             |
| Ural Airlines     | Сезонний чартер: Анталія, Даламан                                  |

## Ресурси Інтернету
- nbc.aero/ Офіційний сайт аеропорту Бегішево [Архівовано 16 липня 2016 у Wayback Machine.]